# Разумные растения
Разумные (говорящие) растения — волшебные растения, встречающиеся в мифах, легендах, сказках, фантастике и фэнтези.

## Мифология
См. также: растения в мифологии.
В древнегреческой мифологии было представление о дриадах — духах, живущих в деревьях и даже являющихся его частью (гамадриады умирали вместе со своим деревом). Лапифы, по ряду представлений, совмещали в своём облике элементы дерева и человека.
У славян представления о растениях как об одушевлённых существах встречались нечасто, в основном об этом упоминали в качестве запрета понапрасну срубать деревья. Помимо этого бытовали представления, что в деревья могут превращаться погибшие люди и нечистая сила.
В средневековой персидской книге «Шахнаме» повествуется о встрече Александра Македонского с говорящим деревом. В европейской средневековой мифологии встречаются упоминания об индийских пророческих «деревьях Солнца и Луны» (указывается в частности, что с ними говорил Марко Поло), а также об индийских девах-цветах.
В целом же, для многих народов было характерно одушевление скорее не отдельных растений, а их скоплений — леса, поля и т. п.

## Народные сказки
Говорящие растения довольно распространены в народных сказках, в них они в основном неподвижны и добры к людям. В ирландском фольклоре деревья иногда подсказывают, где находится золото лепреконов, друиды советуются с дубами. В оригинальной версии сказки о Золушке, ей помогает не фея-крёстная, а говорящее дерево. У японцев есть сказка о любви самурая Томодаты к девушке Зелёной Иве, оказавшейся душой дерева.
Из русских сказок можно назвать яблони из сказок «Гуси-лебеди», где она даёт яблоки детям и прячет их от преследователей, и «Крошечка-Хаврошечка», где яблоня, произошедшая от убитой коровы, помогает героине выйти замуж. В олонецкой сказке «От чего пошли медведи?» липа просила мужика не рубить её и выполняла различные его желания, в конце концов превратив его в медведя, когда он пожелал, чтоб его все боялись.

## Литературные сказки и фэнтези
Улыбающиеся добрые деревья стали штампом произведений для детей. Часто они старые и мудрые, дают героям магическую помощь и добрый совет, так, например, происходит в мультфильме «Покахонтас» (1995). В «Маленьком принце» (1943) Антуана де Сент-Экзюпери фигурирует разумная роза, которая отличается красотой и обладает капризным характером.[значимость факта?] В книге «Принц Каспиан» (1951) из «Хроник Нарнии» Клайва Льюиса древолюди, являясь стихийной силой, просыпаются вместе с самой землёй, когда она решает принять активное участие в событиях мира; также они могут принимать человеческую форму и танцевать.
Большое влияние на образы разумных деревьев в фэнтези и фантастике оказали энты (англ. ents) — «пастухи деревьев» из Средиземья — мира «Властелина колец» (1954—1955) и связанных произведений Дж. Р. Р. Толкина. Это живые деревья, способные не только разговаривать, но и самостоятельно передвигаться. Они очень сильные и мудрые, но неторопливые существа. Умирают они, постепенно теряя способность мыслить и превращаясь в обычные деревья. Помимо них в Средиземье есть хуорны — тоже ходячие деревья, но менее разумные. Энты и хуорны сыграли ключевую роль в разрушении Изенгарда — крепости Сарумана. Также у Толкина упоминается Старый Ив — древнее злое дерево, заманивающее при помощи гипноза жертв в свои владения и поедающее их.
Образ энтов перешёл во многие книги и особенно игры, однако в связи с соблюдением авторских прав были изменены названия. В играх это древесные гиганты из Dungeons & Dragons, древолюди из Warhammer, древесный народ из Magic: The Gathering, древесные гиганты ночных эльфов из Warcraft III, энты (дендроиды) Лесного союза из Heroes of Might and Magic, древни из «Демиургов», энты из Kingdoms of Amalur: Reckoning и др.. Впрочем, в русских переводах они зачастую вновь становятся энтами. Ходячие деревья в книгах, это, например, зелёные люди (нимы) из «Ока мира» Роберта Джордана (1996) и дубочуд из «Башни Ласточки» Анджея Сапковского (1997).
У древолюдей в фэнтези высокий или гигантский рост, туловище — ствол дерева, кожа — кора. Ходить они могут на корнях, которые в состоянии покоя погружаются в землю, или на продолжающих ствол двух ногах, обычно коротких для их роста. Руки-ветви часто длинные, иногда их больше двух, располагаются обычно ближе к вершине ствола, в связи с чем ходячие деревья чаще напоминают дуб, вяз, иву, а в тропиках — баньян и баобаб, человека-ель встретить в произведениях трудно. У людей-деревьев может быть обособленная голова или лицо располагается прямо на стволе, глазницы и рот часто походят на дупла, волосы — на листву и мох. О том, чем питаются живые деревья, обычно умалчивается, подразумевая, видимо, что они не отличаются в этом от обычных деревьев, хотя в некоторых произведениях описаны деревья-людоеды. Пьют они либо корнями, либо ртом.
Разумные деревья в фэнтези часто описываются как невероятно старые, мудрые и сильные. Характер у них обычно степенный, неторопливый и даже ленивый. Они любят подолгу спать, не отличаясь в таком состоянии от обычных деревьев. Речь их в основном труднопонимаемая и состоящая из невоспроизводимых низких звуков. В некоторых произведениях люди говорят с ними при помощи музыкальных инструментов: свирели, фагота, волынки. Сами древолюди помимо своего собственного языка обычно могут говорить и на языках людей и эльфов, в том числе понимают тайную речь друидов. В фэнтези разумные деревья часто сотрудничают с лесными животными, эльфами и друидами. По отношению к людям они обычно нейтральны, редко нападают первыми. Часто разумные деревья изображаются защитниками природы от цивилизации.
В книгах и играх древесный народ, обладая гигантской силой, сражается в основном ветвями и корнями, иногда они кидаются камнями. Кора защищает их от дробящего и колюще-режущего оружия. Некоторую эффективность против них имеет рубящее оружие: топоры, а лучше секиры и алебарды, но при их использовании нападающий становится легко доступен для ветвей древесного гиганта. Но больше всего они боятся огня, в том числе магического. В стратегиях для них характерны живучесть и множественность атак за ход.
Разумных растений следует отличать от растительности, движимой магией колдуна и слепо повинующейся ему. Таковы, например, деревья в «Волшебнике из страны Оз» Л. Ф. Баума (1900) и мультфильме «Белоснежка и семь гномов» (1937), змеиная лоза в цикле «Меч истины» Терри Гудкайнда, Гремучая Ива из мира Гарри Поттера Джоан Роулинг, встречающиеся у многих авторов хищные лианы.

## Фантастика и игры
В фантастике разумные растения присутствуют, например, в романе «Магистраль вечности» Клиффорда Саймака (1986), где безымянное дерево изображено мудрым и спокойным. Но чаще они настроены агрессивно к людям, а то и стремятся вытеснить людей как вид. Так, в книге «День триффидов» Джона Уиндема (1951) триффиды — искусственные хищные шагающие растения с коллективным разумом — захватили Землю. В книге «Пробуждение каменного бога» Филиппа Фармера (1970) дерево Вурутана («Великий Пожиратель»), разросшееся на многие километры, повелевает разумными животными и считает себя богом. Похожая история присутствует в рассказе Дональда Уондри «Странная жатва». Множество зооморфных растений есть в романе «Теплица» («Долгие сумерки Земли», 1962) Брайана Олдисса. В романе «На Меркурии» Джайлса Гордона «мозги с корнями» научились телепатии, управлению силовыми полями, приобрели гигантский объём знаний, но так и остались по-древесному равнодушны к окружающему миру.
В кинофантастике разумные растения в основном встречаются в эксплуатационных фильмах в качестве монстров: например, антропоморфное кровососущее растение из «Нечто из иного мира» (1951), дерево-убийца из «Оно прибыло из ада» (1957), злобные помидоры из «Нападения помидоров-убийц» (1978), мимикрирующие под людей инопланетные растения из «Вторжения похитителей тел» (1956), превращающие человека в чудовище паразиты из серии «Семена судьбы» (1976) сериала «Доктор Кто» и др. Эффект неожиданности и ужаса в таких фильмах заключается в движении и кровожадности обычно неподвижных безвредных растений.
Существует ряд произведений, где растения развиваются в разумных мутуалистов (симбионтов) животных: например, янды из рассказа «Обмен на равных» Кита Лаумера объединяются с животным в один надорганизм, а разумные деревья в повести «Срубить дерево» Роберта Янга взаимодействуют с гуманоидами на уровне поведения. В игре Star Control (1990) растительные симбионты Supox Utricularia образовали техническую высокоразвитую цивилизацию. Гигантские разумные деревья хлорофоны, путешествующие в космосе, есть в побочной вселенной для настольных игр Star Fleet (1979) «Звёздного пути», их симбионты — маленькие обезьяноподобные существа. В фильме «Годзилла против Биолланте» (1989) из симбиоза девочки, розы и Годзиллы возникла гигантская хищная стометровая роза Биолланте. Во вселенной Warhammer 40 000 раса орков является симбионтами — гибридами животных и растений (в некоторых источниках грибов).[значимость факта?]
В некоторых произведениях растения обладают коллективным разумом, например, разумные лиловые цветы в романе «Вся плоть — трава» Клиффорда Саймака (1965), которые могут объединиться для взаимного сотрудничества с человечеством, но только если люди будут любить их красоту; или гигантский лес в повести «Обширней и медлительней империй» Урсулы Ле Гуин (1971).
В играх и аниме про покемонов (1996) есть «травянистый» тип этих существ, к которому относятся в том числе Бульбазавр и Снайви. Другой игрой, в которой присутствуют разумные растения, является Heroes of Might and Magic III: в ней присутствуют дендроиды — ходячие деревья, при атаке на врага оплетающие его, тем самым лишая возможности двигаться. Разумные растения присутствуют и в комиксах, например, существо Иггдрасиль в серии «Только представьте» Стэна Ли (2001) — космическая энергетическая сущность в виде дерева.
В русскоязычной фантастике и фэнтези разумные растения чаще относятся к человеку по-доброму или нейтрально. Они появляются в следующих произведениях: в романе «Через тысячу лет» Вадима Никольского (1927) люди в будущем создали искусственные поющие растения; в рассказе «Вторая стадия» Ромэна Ярова (1967) деревья-телепаты внушают рядом стоящим людям добрые мысли; в рассказе «Хоккеисты» Кира Булычёва (1968) исследователи попадают на планету, где все растения живые, однако зимой они находятся в спячке; в рассказе «Дерево» Василия Головачёва (1976) есть странное трёхкилометровое дерево, исполняющее желания; в рассказе «Сюрпризы Карены» (1979) Евгения Седова сорняк с другой планеты порождал бегающие шишки и летающие семена; в «Кабирском цикле» Генри Лайона Олди (1990-е) некая божественная сущность «фарр» может принимать в том числе вид растения.